# Paramurrayonidae
Paramurrayonidae is een familie van sponsdieren uit de klasse van de Calcarea (kalksponzen).

## Geslacht
- Paramurrayona Vacelet, 1967